# 오나가와 원자력 발전소

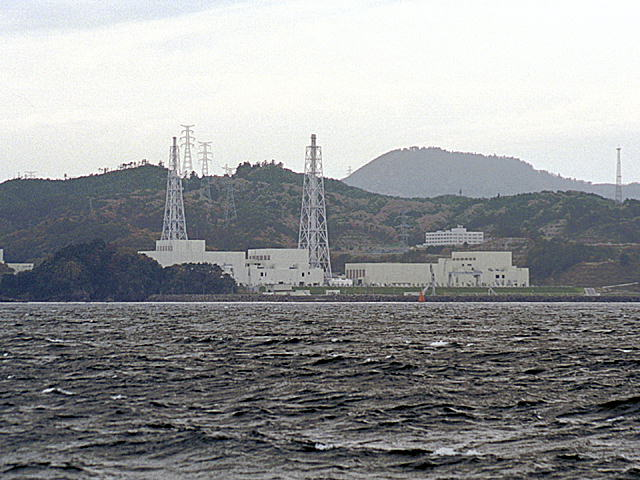
오나가와 원자력 발전소 모습

오나가와 원자력 발전소(일본어: 女川原子力発電所)는 일본 미야기현 오시카군 오나가와정과 이시노마키시에 걸쳐 있는 원자력 발전소이다. 비등수형 원자로 3기를 갖고 있으며, 도호쿠 전력에서 운영하고 있다.

## 원자로
| 호           | 형태 | 운전시작일      | 출력   | 원자로 개발 | 터빈발전기 개발 |
| ------------ | ---- | --------------- | ------ | ----------- | --------------- |
| 오나가와 - 1 | BWR  | 1984년 6월 1일  | 524 MW | IHI         | IHI             |
| 오나가와 - 2 | BWR  | 1995년 7월 28일 | 825 MW | IHI         | IHI             |
| 오나가와 - 3 | BWR  | 2002년 1월 30일 | 825 MW | IHI         | 히타치제작소    |

◎ 오나가와 원전 건설 당시에 부지높이를 15m에 선정을 하였음으로 바다해일이 넘지 않도록 설계하였으며, 최근에 후쿠시마 원전사고 교훈으로 여려가지 안전설비를 설치를 하였다.

## 원자력 발전소 사고
2011년 3월 11일 도호쿠 지방 태평양 앞바다 지진으로 화재가 발생하고, 원전 내진설계의 한도를 벗어나 원전 지반 높이가 14.8m에서 13.8m로 낮아졌다.
2011년 4월 7일 발생한 규모 7.4 지진으로 원전의 폐연료봉 저장 수조가 충격을 받아 방사성 물질이 포함된 냉각수가 흘러내렸으며, 샌 곳은 모두 8곳으로 유출된 냉각수의 양은 한 곳당 최대 3.8L정도이다. 1호기에서 흘러내린 냉각수에 포함된 방사성 물질 농도는 5,410베크렐로 측정되었다. 터빈 건물 내 압력조정 패널도 떨어졌다.
4월 7일 지진으로 원자로 운전이 자동정지됐고 원자로와 연결되는 외부 전원 4개 가운데 3개가 끊겨 나머지 1개 전원으로 원전을 가동하다가 오후 겨우 한 곳이 더 복구됐다.
또한 오나가와 원전과 아오모리 원전의 폐연료봉 저장 수조가 지진 발생 후 1시간20분 정도 냉각기능을 상실했다.

2021년 2월 13일 후쿠시마 앞바다 발생한 규모 7.3 지진으로 오나가와 2호기는 방수구 모니터가 정지를 해버렸고, 3호기는 비상전원장치가 중 1대는 고장이 나버렸다.
2021년 5월 1일 오전 미야기 현 앞바다 규모 6.8 지진으로 크게 문제가 없었다. 그런데 10년전 발생을 한 동일본대지진 여파로 발생 되었다.